# P. G. T. Beauregard
Pierre Gustave Toutant de Beauregard (New Orleans, 28. svibnja 1818. – New Orleans, 20. veljače 1893.), američki vojskovođa, pisac i izumitelj. 

## Životopis

### Mladost i prijeratna karijera
Beauregard je završio američku Vojnu akademiju West Point i diplomirao 1838. godine. Isticao se u vojnom rodovima topništvo i inženjerija. Služio je pod generalom Winfieldom Scottom kao bojnik u Američko-meksičkom ratu 1846. – 1848. godine. Nakratko je ušao u politiku i kandidirao se za gradonačelnika u New Orleansu, ali je poražen na izborima 1858. pa odlazi predavati na Vojnu akademiju West Point. Kada se Louisiana odvojila od Unije, 1861., Beauregard daje otkaz i odlazi u vojsku Konfederacije.

### Američki građanski rat
Beauregard je bio jedan od 8 generala Konfederacije. Prvi Beauregardov zadatak kao generala Konfederacije bilo je zapovjedanje snagama u gradu Charlestonu u Južnoj Karolini. Tu je Beauregard 12. travnja 1861. napao utvrdu Fort Sumter, što se označava kao početak Američkog građanskog rata. Beauregard je sudjelovao, zajedno s Josephom Egglestonom Johnstonom, u prvoj bitci kod Bull Runa, 21. srpnja 1861. U bitci kod Shiloha, 
6. – 7. travnja 1862., Beauregard je preuzeo zapovjedništvo nad vojskom Konfederacije nakon smrti generala Alberta Sidneya Johnstona.
Beauregard je zapovjedao obranom Charlestona 1862. – 1864. god. 1864. dobio je zapovjedništvo na zapadnom bojištu, ali nije uspio zaustaviti prodor vojske Unije pod vodstvom Ulyssesa Granta i Williama Tecumseha Shermana. Predao se vojsci Unije u travnju 1865. godine.

### Poslijeratni život
Nakon rata, Beauregard je odbio ponude iz Rumunjske, 1866., i Egipta, 1869., da preuzme zapovjedanje vojskom.
Beauregard je bio i direktor tvrtke i inženjer u izgradnji željeznice. Izumio je sistem gdje vozilo na pruzi dobiva energiju putem kabla.
Služio je u izvršnoj vlasti države Louisiane, prvo kao general ađutant a zatim kao direktor Lutrije Države Louisiane. Iako se osobno Beauregard smatrao poštenom osobom, nije uspio napraviti reformu lutrije i iskorijeniti korupciju.
Nakon rata govorio je u prilog pravu glasa za oslobođene crnce, a to mišljenje nije bilo uobičajeno za istaknute pripadnike vojske Konfederacije. Beauregard i Jefferson Davis su poslije rata napisali čitav niz međusobnih optužbi, protuoptužbi i kritika na račun jedan drugoga, kriveći svaki onog drugog za negativnu ulogu u ratu.

## Djela
Beauregard je napisao više knjiga o ratu:
- The Principles and Maxims of the Art of War ( Principi i načela umijeća ratovanja )
- Report on the Defense of Charleston ( Izvještaj o obrani Charlestona )
- A Commentary on the Campaign and Battle of Manassas ( Komentari o pohodima i bitka kod Manassasa/prva bitka kod Bull Runna/ )